# Villa Il Palagio di Rimaggio

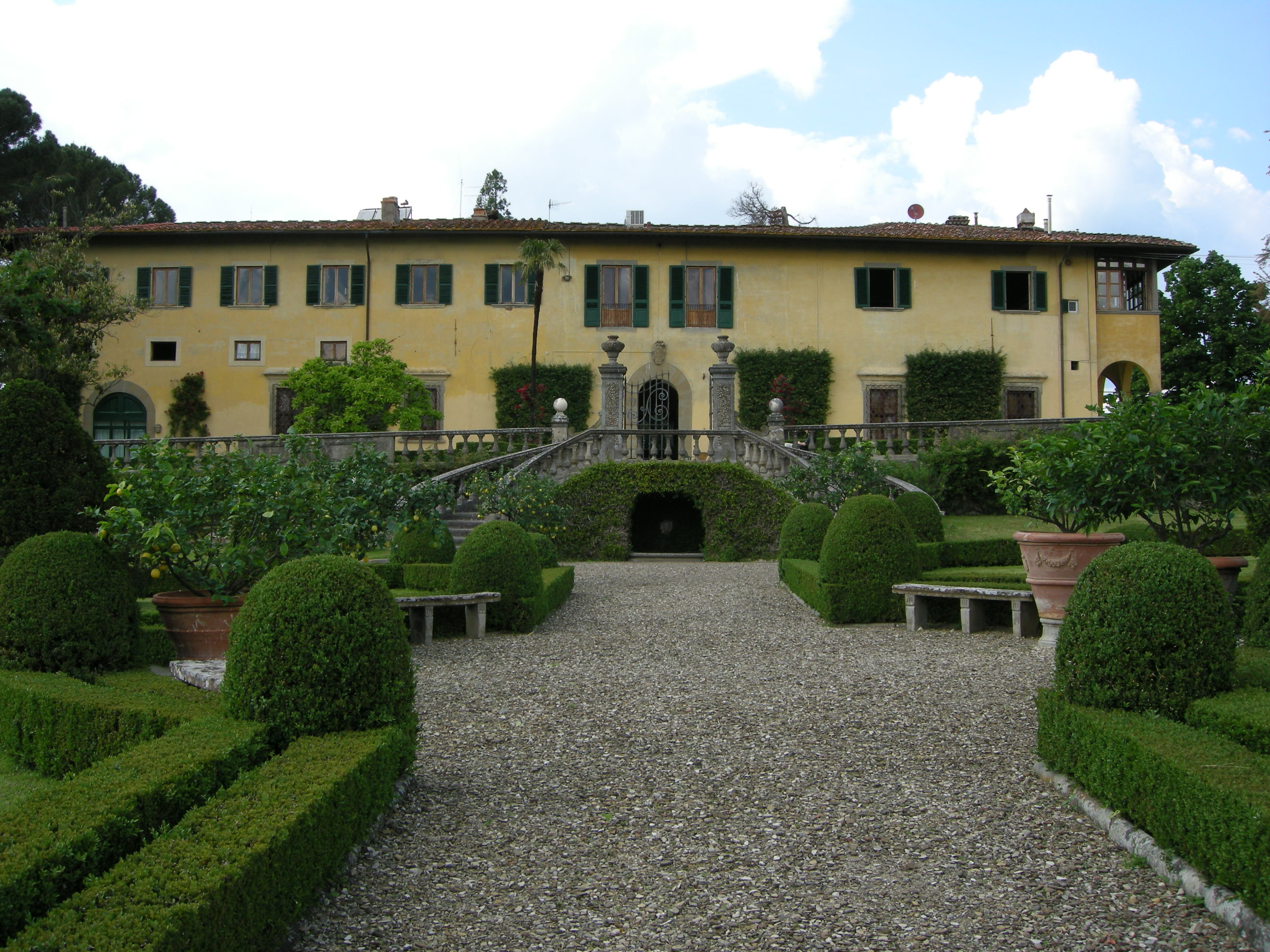
Lato sul giardino

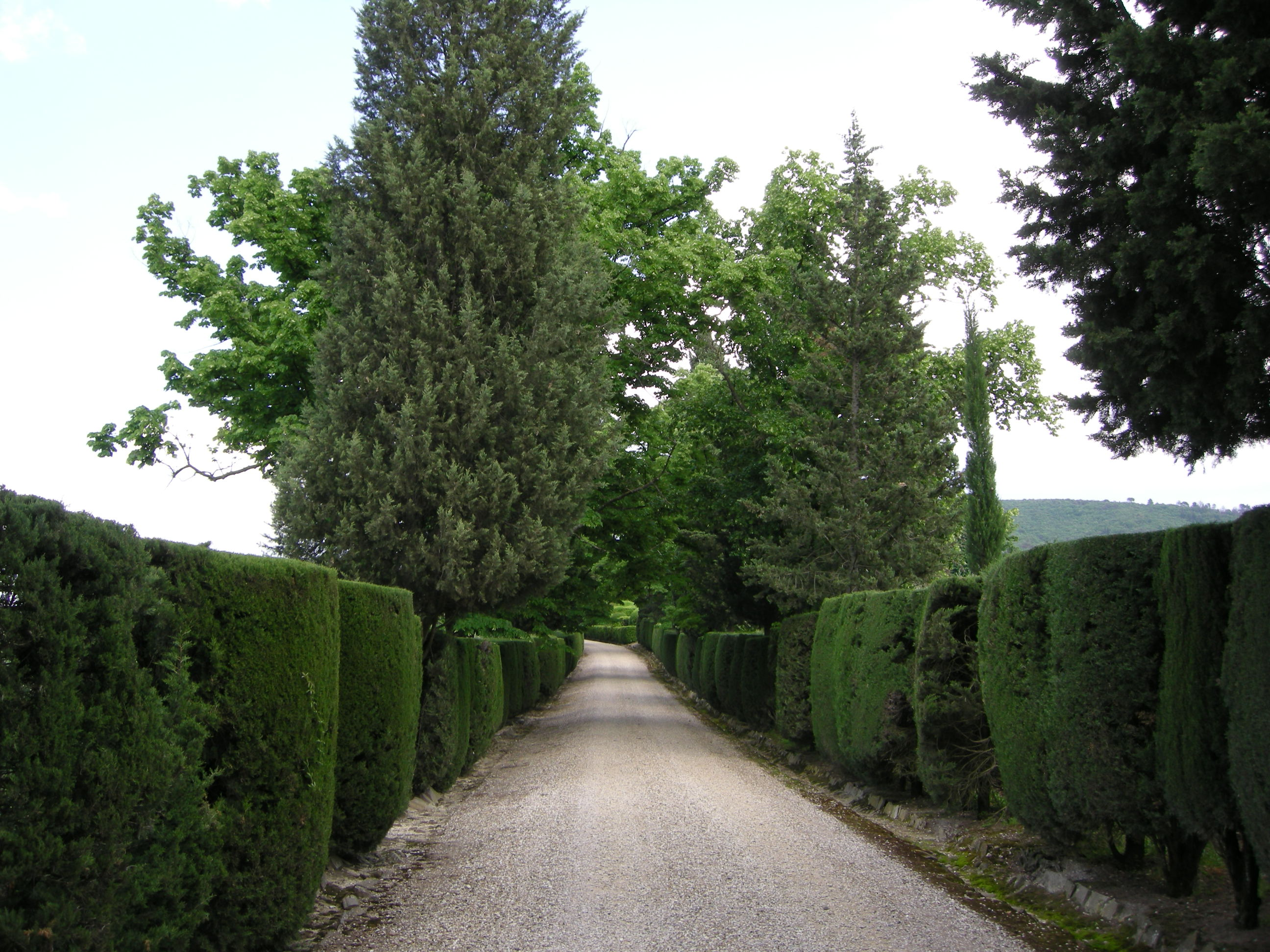
Viale d'accesso

Villa Il Palagio di Rimaggio si trova a Firenze nella frazione di Candeli, in via Rimaggio 52.

## Storia e descrizione
Originariamente in questo sito esisteva un "palagio", un edificio fortificato cioè come ne erano sorti numerosi nel medioevo sulle colline e lungo le rive dell'Arno, a protezione della valle e delle strade da e per Firenze. La proprietà dell'edificio passò ai Saltarelli nel XIII secolo, che lo tennero fino al XV secolo, quando passò ai Nasi per compravendita. Roberto Nasi aveva già la villa Il Poggio di Villamagna e fu alla sua epoca che iniziò la trasformazione dell'edificio in un'ampia e confortevole residenza.
Dopo alcuni passaggi di proprietà la villa passò ai marchesi Gerini, dai quali venne ereditata dagli attuali proprietari. A metà dell'Ottopcento Ugo Poggi progettò una ristrutturazione radicale che non venne tuttavia attuata. Il giardino invece fu risistemato creando il viale di cipressi lungo l'accesso principale e introducendo specie vegetali non autoctone, ma di rilevante valore paesaggistico, come le due sequoie davanti alla facciata principale e un grande cespuglio di tamerice.
L'edificio è di forma allungata, pressoché rettangolare, con un proporzionato cortile quadrato al centro, porticato su due lati, con colonne reggenti archi a tutto sesto al piano terra e due logge al primo piano. Alcuni graffiti, recentemente restaurati, offrono una sobria decorazione. La facciata sul giardino all'italiana ha l'inusuale panca di via, rara in una residenza di campagna, mentre le due facciate sui lati brevi sono decorate rispettivamente da un loggiato, a est, e dalla cappellina a ovest. Su quest'ultimo lato si trova anche una terrazza panoramica a livello del giardino. 
Il giardino monumentale si compone essenzialmente di due spazi principali: il giardino all'italiana sul lato sud, posto su un terrazzamento più basso raggiungibile con una scalinata in pietra a forma di tenaglia, e il parterre fiorito (soprattutto con rose) e decorato da statue in terracotta, che occupa un piccolo declivio sul lato est.